# Обиње (Ракан)
Обиње (фр. Aubigné-Racan) је насељено место у Француској у региону Лоара, у департману Сарт.
По подацима из 2011. године у општини је живело 2132 становника, а густина насељености је износила 66,56 становника/km².

## Демографија
| 1962. | 1968. | 1975. | 1982. | 1990. | 2011. |
| ----- | ----- | ----- | ----- | ----- | ----- |
| 1.866 | 1.858 | 1.942 | 1.923 | 2.103 | 2.132 |